# برمجيات مهجورة
البرمجيات المهجورة أو المتروكة (بالإنجليزية: Abandonware)‏ هي منتجات موقوفة ولا يتوفر لها دعم من أي منتجات أخرى، أو تكون حقوق ملكيتها غير واضحة لعدة أسباب. البرمجيات المهجورة قد يكون برامج حاسوب أو أدوات طبيعية تكون محوسبة في العادة، مثل ألعاب الكمبيوتر، تطبيقات الإنتاج، البرامج المرفقة، أو الهواتف الجوالة.
يتفاوت تعريف «مهجورة»؛ وهو عموما يشير إلى منتج لم يعد متوفرا للشراء بشكل قانوني، حيث لا يجد صانع المنتج وقتها ما يدعوه للالتزام بمواصلة دعم منتجه، أو حين تتطور منصات الأجهزة أو أنظمة التشغيل إلى درجة يحس بها الصانع أنه لا يمكن تبرير الاستمرار بدعمه هذا المنتج ماليا. قد تغير شركات البرامج أسمائها، أو تفلس أو تندمج، أو تنتهي من الوجود لعدة أسباب. عندما يحدث هذا، فحقوق النشر تنتقل عادة إلى شركة أخرى والتي تقرر ألا تبيع أو تدعم المنتجات المكتسبة.
في أكثر الحالات، فالبرامج المصنفة كبرمجيات مهجورة ليست ملكية عامة، بما أن حقوق النشر الأصلية لم تبطل وهناك شركة أو فرد ما يزال يمتلك الحقوق الخاصة. لذا، فمشاركة مثل هذه البرامج تعتبر عادة انتهاكا لحقوق النشر، مع ذلك فنادرا ما يطالب حملة هذه الحقوق برد اعتبارهم عن حقوقهم المنتهكة.

## تاريخ
بدأ الناس بتوزيع البرامج القديمة بعد فترة قصيرة من بداية استعمال الحاسبات الشخصية، لكن النشاط بقى محدودا حتى وصول الإنترنت. وقد اتخذت تجارة الألعاب القديمة العديد من الأسماء والأشكال، وتم سك التعبير «برمجيات مهجورة» من قبل بيتر رينغرينغ في أواخر العام 1996. وقد وجد رينغرينغ مواقع للألعاب الكلاسيكية مشابهة لموقعه، واتصل بمسؤولي هذه المواقع، وشكل حلقة البرمجيات المهجورة الأصلية في فبراير 1997. كانت حلقة الويب الأصلية هذه لا تزيد عن مجموعة المواقع ترتبط بموقع adventureclassicgaming.com. كان هناك موقع آخر يفهرس هذه المواقع ليكون وسيلة بحث أولية. في أكتوبر 1997، أرسلت جمعية البرامج الرقمية التفاعلية رسائل إيقاف وكف لجميع المواقع التي تشمل حلقة البرمجيات المهجورة، التي أدت إلى إغلاق أغلبها. أدى هذا نتيجة غير مقصودة (سميت تأثير سترايساند في لهجة الإنترنت) بأن دفعت الآخرين لإنشاء مواقع ومنظمات جديدة للبرمجيات المهجورة التي فاقت أعضاء الحلقة الأصليين عددا. تتضمن المواقع شكلت بعد فناء حلقة البرمجيات المهجورة الأصلية Abandonia و House of the Underdog.
نادرا ما تصل أي قضية عن البرمجيات المهجورة إلى المحكمة. في نوفمبر 2006 صدقت مكتبة الكونغرس على استثناء إلى DMCA الذي يسمح باختراق حماية النسخ على أي برنامج لم يعد يباع أو يدعم من قبل حامل حقوق هذا البرنامج حتى تتم أرشفته وحفظه بدون خوف من العقوبة. لا يزال توزيع نسخ البرامج والألعاب القديمة المحمية بحقوق النشر غير قانوني، مع تعويض أو بدونه، في أي دولة وقعت على اتفاقية بيرن.

## أرشيفات
عدة مواقع ويب تقوم بأرشفة برمجيات مهجورة ليتم تحميلها، ومنها نسخ قديمة للتطبيقات التي يصعب إيجادها بأي وسائل أخرى. تلائم معظم هذه البرامج تعريف «برامج لم تعد متداولة، لكنها ما تزال تثير الاهتمام»، لكن الحد الذي يفصل بين استعمال وتوزيع البرمجيات المهجورة وبين انتهاك حقوق الطبع والنشر مشوش، وتعبير «برمجيات مهجورة» يمكن أن يستعمل لتوزيع البرامج بدون إخطار المالك.
صنع أرشيف الإنترنت أرشيفا لما يصفه ك«برامج عتيقة»، كطريقة لحفظها. المشروع أتى من استثناء في قانون حقوق النشر الرقمي الألفية الأمريكي للسماح لهم بتجاوز حماية النسخة، الذي تم التصديق عليه في عام 2003 لفترة من 3 إلى 4 سنوات. وتم تجديد الاستثناء في عام 2006، وتم تمديدها لأمد غير محدد اعتمادا على أي قوانين مستقبلية. الأرشيف لا يعرض هذه البرامج من أجل التحميل، فالاستثناء يشمل فقط «الغرض لحفظ أو أرشفة نسخة من الأعمال الرقمية المنشورة من قبل مكتبة أو أرشيف».

## مواقع ويب
ظهرت عدة مواقع وحتى شركات مختصة في نشر وتوزيع البرمجيات والألعاب المهجورة عن طريق اتاحة المواد المهجورة للتحميل المجاني والربح من الاعلانات و/أو من اشتراكات «البريميوم» لإتاحة مزيد من التدفق لتسريع التحميل.
ومن بين هذه الشركات والمواقع:
- Classic Gaming Network
- GamesWin
- The ISO Zone

## الأنواع
تعبير«البرمجيات المهجورة» واسع، ويحيط بالعديد من أنواع البرامج القديمة.
- البرامج التجارية غير المدعومة لكنها ما تزال مملوكة من قبل شركة موجودة: يعتمد توفر البرنامج على موقف الشركة منه هذا البرنامج. في عديد من الحالات، فالشركة التي تمتلك حقوق البرامج قد لا تكون التي صنعتها، أو قد لا تعترف بملكيتها. بعض الشركات، مثل بورلاند، تقدم بعض البرامج على الإنترنت، [7] في شكل برمجيات حرة. وهناك شركات أخرى لا تجعل النسخ القديمة متوفرة للاستعمال المجاني ولا تسمح للناس بنسخ البرامج.
- البرامج التجارية المملوكة من قبل شركة لم تعد في مجال العمل: في أغلب الأحيان، لا يوجد كيان يدافع عن حقوق النشر إذا وضعت مثل هذه البرامج في مواقع للبرمجيات المهجورة. ومثال هذا برنامج PL/Iالأصلي لشركة ديجيتال ريسيرش هو مجمع لدوس. حقوق البرامج لا يمكن أن تشتريها شركة أخرى، لذا فليس هناك إمكانية لإقامة دعوى.
- برامج تجريبية ما زال يقدمها صانعها: إيجاد النسخ التاريخية يمكن أن يكون صعبا بما أن أكثر أرشيفات البرمجيات المشاركة تزيل النسخ السابقة عند إصدار النسخ الجديدة. قد يقدم المؤلفون لا يقدمون الإصدارات الأقدم. بعض مواقع الويب تجمع وتعرض النسخ القديمة من البرمجيات المشاركة للتحميل، وكذلك البرمجيات الحرة، و (في بعض الحالات) تطبيقات تجارية. في البعض الحالات يكون على هذه المواقع أن تزيل النسخ السابقة من البرامج، خصوصا إذا ما كانت تحتفظ به الشركة التي أنتجته، أو إذا تم إصدار برامج تالية تتضمن إدارة الحقوق الرقمية، حيث يمكن أن ينظر للنسخ القديمة كمراوغة DRM.
- برمجيات تجريبية غير مدعومة أو لم يحافظ عليها: ومجددا، فمن المحتمل إيجاد نسخ تاريخية، لكنه صعب جدا.
- برمجيات المصدر المفتوح والبرمجيات الحرة المهجورة: في بعض الحالات، فإن النص الأصلي يبقى متوفرا، الذي يمكن أن يبقى كمنتج تاريخي. وهناك حالة مهمة هي PC-LISP، فما يزال متوفرا على الإنترنت، الذي يطبق لهجة فرانز ليسب. وبرنامج دوس المسند على PC-LISP ما يزال يعمل جيدا ضمن المحاكيات على مايكروسوفت ويندوز.

## ترك البرامج
البرامج يمكن أن تعتبر مهجورة متى أمكن استعمالها فقط بتقنيات قديمة، مثل حاسبات أبل قبل ماكنتوش. أحيانا تترك الشركات حقوق النشر طوعا على البرنامج، وتضعه ضمن الملكية العامة، أو تعيد ترخيصها كبرمجيات حرة أو مجانية. آي دي سوفتوير هي إحدى أوائل من مارسوا هذه العادة، فقد أصدرت النص الأصلي لمحركات اللعبة (لكن ليس محتوى اللعبة الفعلي، مثل المستويات أو القوام) لبعض البرامج الأقدم تحت رخصة برمجيات حرة. من الأمثلة الأخرى أيضا أمستراد، الذي يدعم المحاكاة والتوزيع المجاني لأمستراد س ب س وأجهزة زد اكس سبكتروم على ROMs والبرامج، وريفولوشن سوفتوير، التي أصدرت لعبتها تحت سماء فولاذية كبرنامج حر وأعطت نص المحرك الأصلي إلى مؤلفي سكوم في إم ليضيفوا الدعم للعبة. نقل برنامج تحت إطار الملكية العامة والمجانية هو قانوني، وهو ما يميزه عن البرمجيات المهجورة الذي لا تزال تحت قيود تحفظ الحقوق كاملة.
هناك مجموعات تضغط على الشركات لإصدار برامجها لتكون حرة. وكانت لهذه الجهود نتائج مختلفة. وأحد الأمثلة هو مكتبة البرامج التربوية أصدرت من قبل MECC. وقد بيعت MECC إلى برودربوند، التي بيعت إلى ليرنينغ كومباني. وعندما استفسرت ليرنينغ كومباني حول إصدار برامج MECC الكلاسيكية كبرمجيات حرة، لم يتم تحديد الوثائق التي تثبت بأن ليرنينغ كومباني تحمل حقوق هذه البرامج، ولذا فالحقوق لهذه البرامج هي «في حالة من عدم اليقين» وقد لا تصدر بشكل قانوني.
التأثير المخيف لرفع دعوى محتملة يمكن أن يعيق إصدار الكود المصدري. وتم تجاهل الجهود لإقناع آي بي إم لإصدار أو إس/2 كبرنامج ذو مصدر مفتوح بما أن جزءا من الرموز طورت بالتشارك مع مايكروسوفت.

### تطبيق حقوق النشر
حقوق النشر القديمة تترك غير محمية في العادة. وقد يعود السبب لتعمد المالكين لهذا بسبب قدم البرنامج، لكن قد يكون السبب أحيانا فناء المؤسسة حاملة الحقوق من الساحة التجارية بدون تحويل الملكية بشكل واضح، ولا أحد يكون مدركا لحق للدفاع عن حقوق النشر.
حتى إذا لم يتم الدفاع عن حقوق النشر، فنسخ مثل هذه البرامج لا يزال غير قانوني في أغلب التشريعات القضائية إذا ما زالت حقوق النشر فاعلة. تتنقل البرمجيات المهجورة بين عدة أيدي على افتراض أن المصادر المطلوبة لفرض حقوق النشر تفوق المنافع التي تأتي لحامل الحقوق إذا ما باع رخصة استعمال البرنامج. إضافة إلى ذلك، فمناصرو البرمجيات المهجورة يجادلون بأن توزيع برامج لا يطالب أحد بحقوقه فيها هو أمر مقبول أخلاقيا، حتى ولو لم يدعم القانون هذا الأمر. الشركات التي فنت من الساحة التجارية بدون تحويل حقوق النشر هي أبرز مثال؛ العديد من شركات البرامج والأجهزة الذي طورت أنظمة أقدم هي خارج نطاق العمل وقد لا يسهل توفير التوثيق الدقيق لحقوق النشر.
في أغلب الأحيان فإن توفر البرمجيات المهجورة على الإنترنت يتعلق برغبة حملة الحقوق بالدفاع عنها. على سبيل المثال، فالعثور على الألعاب غير المثقلة لكوليكوفيجن على الإنترنت أسهل كثيرا من العثور من الألعاب الغير المثقلة لماتيل إنتليفيجن فلا تزال هناك شركات تبيع ألعاب إنتيليفيجن بينما لا توجد شركة تبيع ألعاب كوليكوفيجن.

### حالة الحفظ
مناصرو البرمجيات المهجورة يجادلون بأن صنع نسخ من مثل هذه البرامج هو أمر أكثر صوابا وأخلاقية من صنع نسخ من البرامج الجديدة التي ما زالت تدر الأرباح. وبسبب جهلهم بقانون حقوق النشر فقد فسروا هذا خطأ بأنه يعني أن توزيع البرمجيات المهجورة قانوني، بالرغم من أنه لا يوجد برنامج صمم منذ العام 1964 قد تقادم كفاية لتنقضي حقوق النشر الخاصة به في الولايات المتحدة. حتى عندما تنتهي الشركة الأصلية، فإن الحقوق تعود عادة إلى شخص آخر، وفد لا يكون بالإمكان تتبع مسار الملكية الفعلية، بضمن ذلك المالكين بأنفسهم.
يستشهد مساندو البرمجيات المهجورة كثيرا بالحفظ التاريخي كمنطلق لتجارة البرامج المهجورة. وسائط الحاسوب الأقدم هشة وعرضة للتدهور السريع، مما يستلزم نقل هذه المواد إلى وسائط وأجيال أحدث وأكثر استقرارا لضمان عدم اختفاء البرامج ببساطة. أما مستخدمو أنظمة الحاسوب الأقدم والتي لا تزل تحت إطار العمل يدافعون عن حاجتهم للبرمجيات المهجورة لأن إعادة إصدار البرامج من قبل حملة الحقوق سيستهدف الأنظمة الحديثة أو وسائط غير متوافقة، مما يمنعهم من شراء البرامج المتوافقة بشكل قانوني.
أما معارضو هذه الممارسات فيجادل بأن هذا التوزيع يحرم حامل الحقوق من المبيعات المحتملة، على شكل برامج أعيد إصدارها، أو محاكاة رسمية، وغيرها. على نفس النمط، إذا تمكن الناس أخذ النسخة القديمة مجانا، فقد تقل حاجتهم لشراء نسخة أحدث إذا أرضت النسخة القديمة حاجاتهم.

### قانون حقوق النشر الأمريكي
قانون حقوق النشر لا يعترف بتعبير «البرمجيات المهجورة» أو بمفهومها. هناك مفهوم موجود حول التخلى في قانون لعلامة التجارية كنتيجة مباشرة لعدم انقضاء حماية العلامة التجارية. حاليا، فإن الحقوق يمكن أن تصدر كملكية عامة إذا ما صرح المالك بهذا كتابة؛ لكن هذه العملية الرسمية لا تعتبر تخليا، بل بالأحرى هي إصدار. ومن لا يمتلكون حقوق العمل لا يمكنهم المطالبة بالحقوق المهجورة والبدء باستعمال الأعمال المحمية بدون ترخيص من حامل الحق، الذي يمكنه أن يطالب بمعالجة قانونية.
استضافة وتوزيع البرامج محفوظة الحقوق بدون رخصة هو أمر غير قانوني. وقد يرسل حملة الحقوق رسائل إيقاف وكف، أحيانا من خلال جمعية البرامج الترفيهية، وبعض المواقع أغلقت أو أزالت برامج مخالفة كنتيجة لهذه الرسائل. أغلب جهود الجمعية تكرس إلى الألعاب الجديدة، لأن قيمة هذه البرامج أكبر.

### انقضاء حق الملكية
متى انقضت حقوق الملكية على برنامج ما، فهو يقع تلقائيا داخل إطار الملكية العامة. مثل هذه البرامج يمكن توزيعها بدون قيود قانونية. ولكن بسبب طول مدة استمرار حق الملكية في أكثر البلدان، فلحد الآن لم يحدث هذا في أكثر البرامج. كل البلدان التي تتبع اتفاقية بيرن تفرض مدة للحقوق لمدة 50 سنة على الأقل بعد النشر أو بعد موت المؤلف. وهناك بلدان قد تختار فرض مدة أطول. في الولايات المتحدة، فإن أمد الحقوق يكون مستندا على زمن التأليف. بالنسبة لأغلب الأعمال المنشورة، فالمدة تكون 70 سنة بعد موت المؤلف. أما بالنسبة للأعمال المجهولة، أما المنشورة تحت اسم مستعار أو الأعمال المؤلفة بالتأجير، فالمدة تكون 120 سنة بعد النشر. في فرنسا، فالمدة تكون 70 سنة بعد التاريخ ذو العلاقة (تاريخ موت المؤلف أو النشر) لكلا الصنفين.
بأية حال، فبسبب طول مدة الحقوق في أكثر البلدان، فمن المحتمل أنه في الوقت التي يصبح فيه البرنامج ملكا عاما فإنه يصبح قديم الطراز منذ مدة طويلة، ولا يتوافق مع أي جهاز حالي. إضافة إلى ذلك، بسبب قصر فترة الحياة التجارية للوسائط الرقمية، وفترة الحياة الطبيعية أيضا، فيرجح انه في الوقت الذي تنقضي فيه حقوق النشر للبرنامج، فلن يكون موجودا بأي شكل من الأشكال. بما أن المخاطرة الأكبر في التعامل مع البرمجيات المهجورة يكمن في التوزيع، فقد يتم تخفيف هذا الأمر من قبل المستخدمين (أو المنظمات مثل أرشيف الإنترنت) فيحتفظون بنسخ خاصة من هذه البرامج، ثم تكون قابلة للتوزيع مجددا وبشكل قانوني عندما تنقضي حقوق الملكية.